# Otiorhynchus morio
Otiorhynchus morio är en skalbaggsart som först beskrevs av Fabricius 1781.  Otiorhynchus morio ingår i släktet Otiorhynchus, och familjen vivlar. Arten har ej påträffats i Sverige.